# Cantovivo
I Cantovivo sono stati un gruppo torinese di folk, tra gli artefici (con La Lionetta e La Ciapa Rusa) della rinascita della musica tradizionale piemontese.

## Storia del gruppo
Il gruppo si forma a Torino nel 1974 dall'incontro di Alberto Cesa con Donata Pinti; il debutto discografico è dell'anno seguente, con l'album Canti antifascisti spagnoli.
Iniziano gli spettacoli dal vivo e, allo stesso tempo, i Cantovivo, capitanati da Alberto Cesa, decidono di dedicarsi al recupero dei canti tradizionali del Piemonte, recuperando strumenti come la ghironda; pubblicano così Leva la gamba con la Ponzo Records, distribuita dalla Compagnia Generale del Disco, che procura loro le prime esibizioni in Europa e che vince il Grand Prix International du Disque de Montreux.
Dopo alcuni mutamenti della formazione, con l'abbandono prima di Lucà e poi della Pinti (sostituiti da nuovi elementi) il gruppo prosegue la sua ricerca nei dischi successivi, collaborando con Silvano Borgatta.
Nel 2002 pubblicano Fogli volanti di Alberto Cesa - diario di un musicante (per il manifesto dischi), CD accompagnato da un libro.
Nel 2003 partecipano alla realizzazione dell'album tributo a Fabrizio De André Mille papaveri rossi, incidendo una loro versione di Canzone del maggio.
L'album del 2007, Partono gli emigranti, è dedicato ai canti di emigrazione e pubblicato dalla Regione Piemonte, e segna il ritorno della fondatrice Donata Pinti.
Il 6 gennaio 2010 muore Alberto Cesa, alla vigilia della pubblicazione di un cofanetto sui 35 anni di attività del gruppo.
Il 14 dicembre 2010 la figura artistica di Cesa è stata ricordata al Conservatorio Giuseppe Verdi (Torino) da Fausto Amodei, Rudi Assuntino, Gualtiero Bertelli e altri con l'uscita del libro Con la ghironda in spalla, il lungo viaggio musicale di un suonatore controcorrente.
Il 4 dicembre 2011, di nuovo al Conservatorio Giuseppe Verdi di Torino, in occasione dell'uscita del secondo volume di Cesa, Il Canzoniere del Piemonte ha avuto luogo un concerto-dedica con la partecipazione di molti musicisti dell'area piemontese e occitana.

## Formazione
- Alberto Cesa: voce, ghironda, mandolino, mandola, dulcimer
- Umberto Rinaldi: voce, basso, percussioni, violoncello, mandolino, mandola, organetto (1974 - 2000)
- Donata Pinti: voce, chitarra, spinetta, percussioni (1974 - 1988 e 2006 - 2009)
- Franco Lucà: voce, organetto, ciaramella, tin whistle, salterio (1974 - 1985)
- Livio Cardone: voce, violino, mandolino, percussioni (1974 - 1985)
- Guido Costa: voce, chitarra, banjo, mandolino, violino (1974 - 1984)
- Roberto Ferrari: voce, chitarra, violino, mandolino (1984 - 1986)
- Enrico Mignone: voce, ghironda, fisarmonica, mandolino (1985 - 1988)
- Silvano Biolatti: voce, chitarra, mandola (1986 - 1992 e 1997 - 2009)
- Arrigo Tommasi: tastiera, fisarmonica (1986 - 1989)
- Gerardo Cardinale: flauto (1988 - 1992)
- Pierluigi Lora: voce, violino, mandola (1988 - 1996)
- Ladislao Todoroff: violino (1990 - 1996)
- Claudio Burdese: chitarra (1991 - 1995)
- Massimo Sartori: voce, viola da gamba, clarinetto, flauto (1994 - 2009)
- Celeste Ruà: voce, fisarmonica, organetto (1996 - 2009)
- Gabriella Brun: voce, ghironda (1997 - 2000)
- Ornella Maberto: voce (1998 - 2000)
- Paolo Lorenzati: voce (1998 - 2000)
- Benny Pizzuto: basso voce (2004 - 2009)
- Angeles Aguado: voce (2006 - 2009[non chiaro])

## Discografia

### 33 giri
- 1975: Canti antifascisti spagnoli
- 1977: Musica contro (antologia del canto sociale tradizionale italiano)
- 1979: Leva la gamba (Ponzo Records, PZN 24002)
- 1982: La luna e 'l sul (Ponzo Records, PZN 24004)
- 1985: Mita' la strada (Ponzo Records)
- 1987: La perla e l'ostrica
- 1989: Barbagal e altre
- 1991: Antologia (Brambus Records; antologia pubblicata solo in Svizzera)

### CD
- 1996: Contro-Canto Popolare (il manifesto)
- 1997: Collage - Antologia della canzone popolare (Folkstudio/Avvenimenti)
- 1999: Folkanniversario (il manifesto)
- 2002: Fogli volanti (il manifesto)
- 2007: Partono gli emigranti (Regione Piemonte; come Alberto Cesa & Cantovivo)

### Apparizioni su compilation
- 2003: Mille papaveri rossi (eseguono Canzone del maggio di Fabrizio De André)